# Plesioteuthis
La plesioteutide (gen. Plesioteuthis) è un mollusco estinto, appartenente ai cefalopodi. Visse nel Giurassico superiore (circa 150 milioni di anni fa) e i suoi resti fossili sono stati ritrovati in Germania. 

## Descrizione
Questo animale era molto simile alle attuali seppie, ma dal corpo più sottile, ed era di notevoli dimensioni: il solo "osso di seppia" (gladio) interno poteva raggiungere i 30 centimetri. Solitamente il gladio si conserva frantumato o appiattito, così da nascondere i piccoli stabilizzatori presenti verso la parte posteriore. Alla parte opposta dell' "osso" si conservano spesso le tracce dei tentacoli. Accanto ad essi vi sono le tracce del becco e della bocca. Alcune fosfatizzazioni delle parti molli hanno permesso di conservare le forti striature sopra il gladio, sul dorso dell'animale; probabilmente questa struttura rappresenta fibre muscolari. A metà del corpo vi era un organo simile a un bottone, conservatosi spesso in un colore più scuro del resto del fossile: questa struttura era il sacco dell'inchiostro. 
Il gladio era dotato di un cono chiuso ventralmente, simile a un imbuto; la zona centrale era piuttosto snella, triangolare e dotata di rinforzi mediani e laterali; non vi erano (o erano ridotte) zone iperbolari; i campi laterali erano corti, meno della metà del campo centrale. 

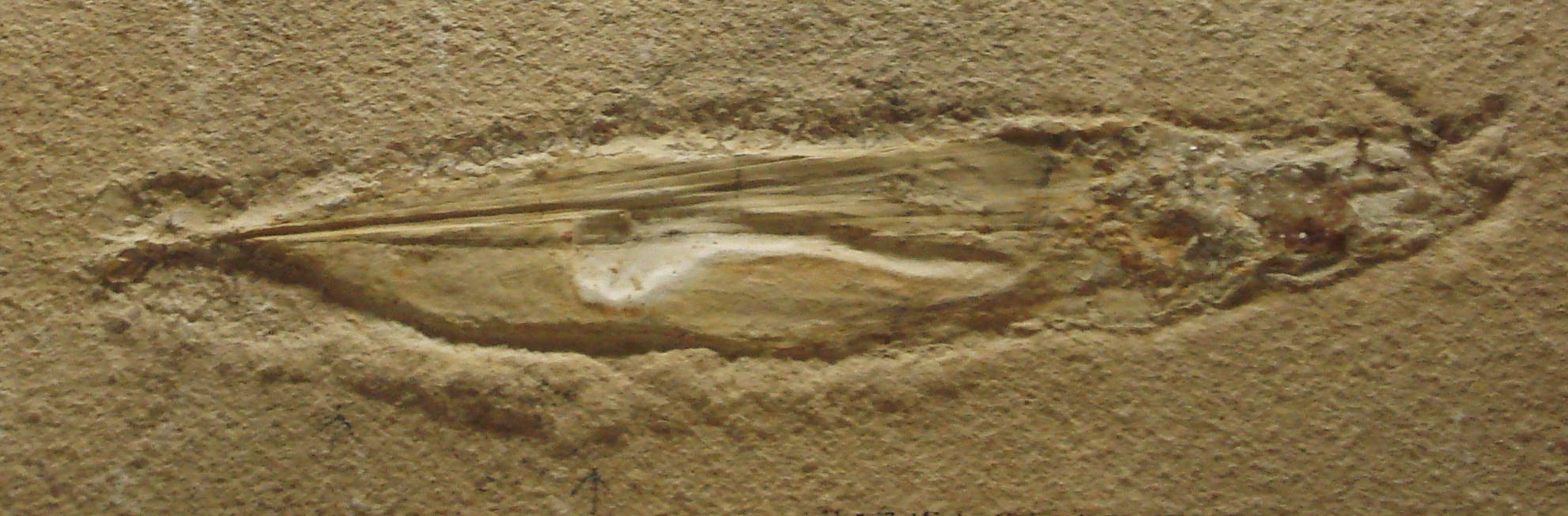
Fossile di Plesioteuthis prisca

Un esemplare di Plesioteuthis ha conservato al suo interno il becco ancora in posizione di vita: lo studio di questo esemplare ha messo in luce caratteristiche morfologiche non note in precedenza, come l'angolo basso delle fauci, la grande lamella esterna e la forma allungata. Queste caratteristiche, insieme al rapporto tra la taglia della lamella esterna e quella della lamella interna, richiamano i becchi dei Decapodiformes, i cefalopodi dotati di dieci braccia (Klug et al., 2010). 

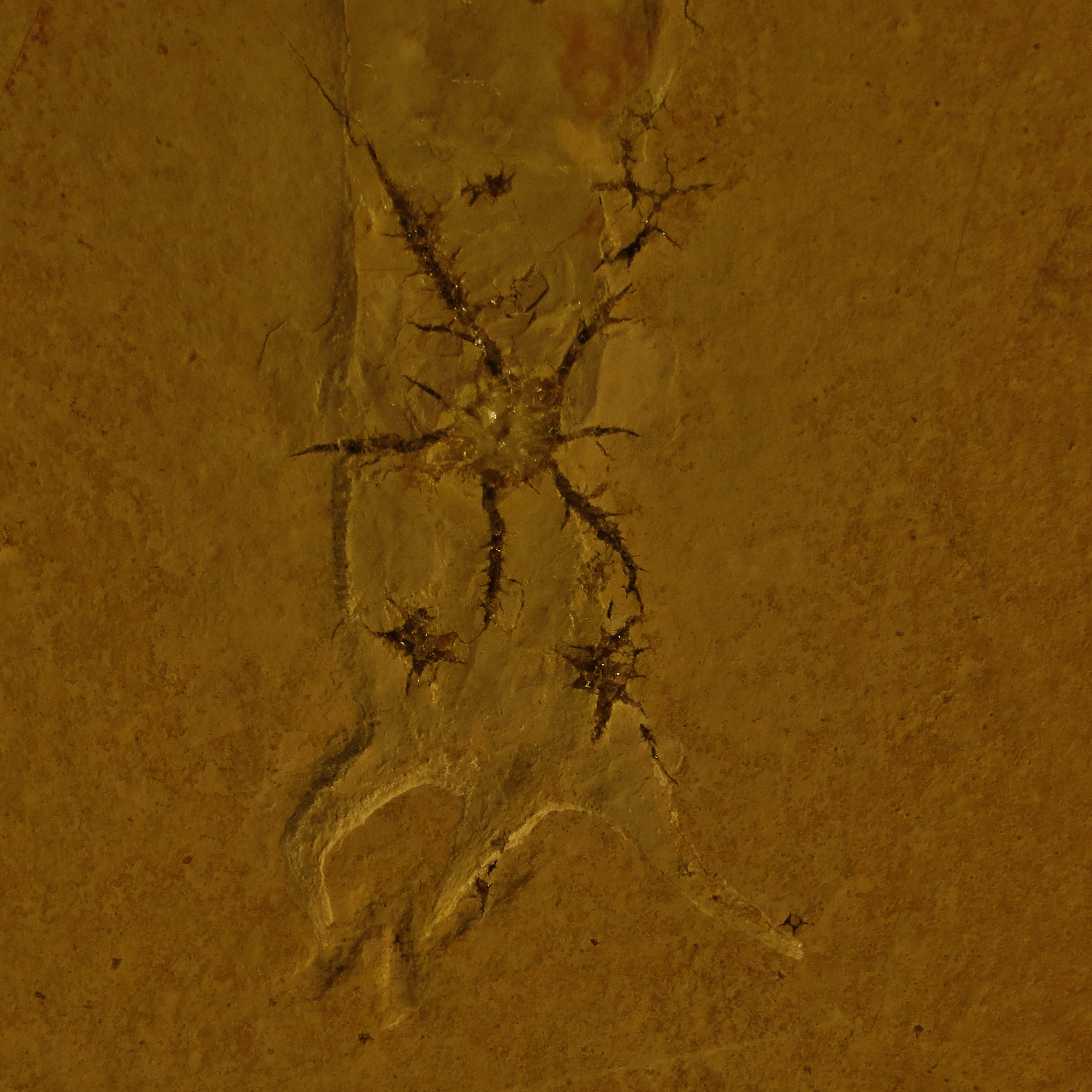
Particolare di un fossile (metà anteriore) di Plesioteuthis prisca

## Classificazione
Il genere Plesioteuthis venne descritto per la prima volta nel 1859, e i suoi fossili sono stati ritrovati nel ben noto giacimento di Solnhofen in Germania. Sono note due specie, P. prisca (la specie tipo) e P. subovata. La specie P. arcuata non è considerata un appartenente a questo genere. Assieme ai suoi stretti parenti (tra cui Rhomboteuthis, Dorateuthis e Boreopeltis) questo animale è stato considerato spesso un arcaico parente dei polpi (Octopodiformes) a causa del fatto che nei fossili non sono mai stati ritrovati più di otto tentacoli. Tuttavia, la struttura del becco di Plesioteuthis assomiglia a quella dei Decapodiformes.